# Ryan Briscoe
Ryan Briscoe (Sídney, Australia, 24 de septiembre de 1981) es un piloto de automovilismo australiano. Se ha destacado en el campeonato de monoplazas IndyCar Series, donde resultó tercero en 2009, quinto en 2008 y 2010 y sexto en 2011 y 2012. En su carrera obtuvo un total de ocho victorias y 28 podios, además de dos quintos puestos en las 500 Millas de Indianápolis de 2007 y 2012.

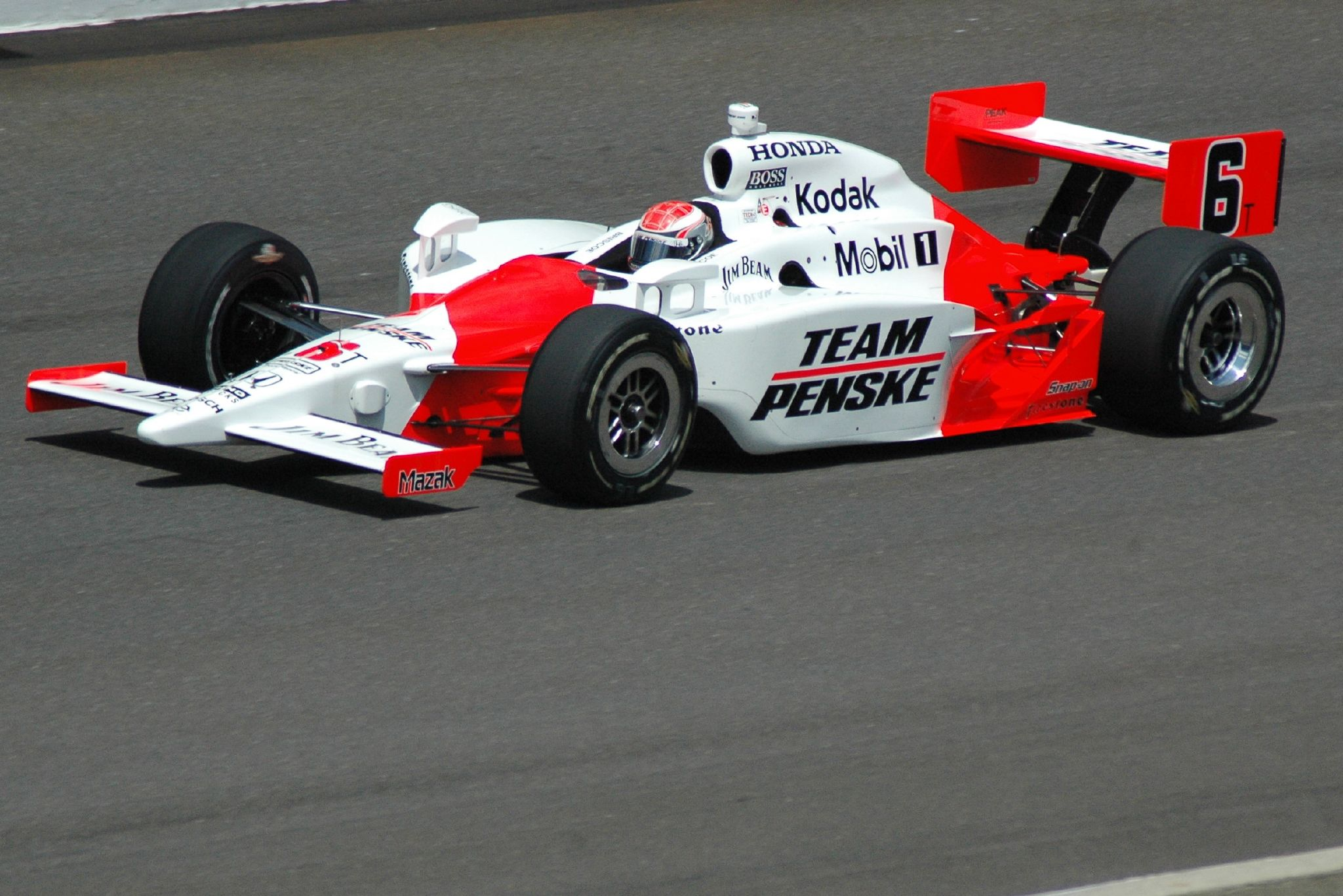
Ryan Briscoe practicando para las 500 Millas de Indianápolis de 2008.

Briscoe también ha corrido en sport prototipos, donde obtuvo el subcampeonato de la clase LMP2 de la American Le Mans Series en 2007 y el quinto puesto en 2013. En cuanto a resultados en carreras, logró la victoria general en las 24 Horas de Daytona de 2020, la victoria en la clase LMP2 en las 12 Horas de Sebring de 2013 y Petit Le Mans 2008 y 2013, la victoria en la clase GT Le Mans en las 24 Horas de Daytona de 2015 y 2018 y en las 12 de Horas de Sebring de 2015, y el tercer puesto absoluto en las 24 Horas de Daytona de 2008.

## Carrera deportiva

### Inicios
Briscoe se inició en el karting y en la Fórmula Renault. En 2002, participó de la Fórmula 3000 Internacional hasta mediados de año, y luego cambió a la Fórmula 3 Alemana. Ese mismo año fue piloto de pruebas del equipo Toyota F1 de Fórmula 1. Briscoe fue campeón de la Fórmula 3 Euroseries en 2003, con 8 triunfos en 20 carreras. No participó en ningún campeonato en 2004, aunque se mantuvo en su rol en Toyota F1 y fue tercer piloto de ese equipo en el último tercio de temporada.

### IndyCar (2005-2006)
En 2005, Briscoe cruzó el Océano Atlántico para unirse al equipo Chip Ganassi Racing de la IndyCar Series. Terminó el año en la 19º colocación y debió ausentarse en las dos fechas finales tras accidentarse gravemente en la carrera en Chicagoland.
Mientras buscaba butaca en la IndyCar Series, Briscoe corrió las dos fechas finales de la temporada 2005-2006 de A1 Grand Prix en Laguna Seca y Shanghái. Finalmente logró un acuerdo con Dreyer & Reinbold Racing, tan tardío que no pudo girar en la tanda de entrenamientos de las 500 Millas de Indianápolis y por tanto no le fue permitido clasificar ni largar. Dado sus malas actuaciones en óvalos medianos el año anterior acordó correr solamente en óvalos chicos y circuitos mixtos. Briscoe logró un promisorio tercer puesto en Watkins Glen, fue noveno en Nashville y abandonó en Milwaukee Mile y Sears Point.

### American Le Mans Series y otras competiciones (2006-2007)
Briscoe corrió en tres categorías adicionales durante los últimos meses de 2006. Acompañó a Jim Richards por el equipo oficial de Holden en dos carreras largas de la V8 Supercars, los 500 km de Sandown y los 1000 km de Bathurst. Luego corrió las dos fechas finales de la Champ Car en Surfers Paradise y México para el equipo RuSport. Asimismo, representó a Australia en la temporada 2006-2007 de A1 Grand Prix en Zandvoort, Sepang y Sentul.
En 2007, Briscoe corrió junto con Sascha Maassen en la American Le Mans Series por el equipo Penske Racing con un Porsche RS Spyder de la división LMP2. Con tres victorias y cinco segundos puestos, ayudó a Penske a conquistar el título de equipos, al tiempo que finalizó tercero en la clasificación de pilotos, empatado con su compañero de butaca y por detrás de sus otros compañeros de equipo, Romain Dumas y Timo Bernhard. También finalizó quinto en las 500 Millas de Indianápolis de 2007, corriendo para Luczo-Dragon Racing.

### Retorno a IndyCar con Penske (2008-2012)
Luego de que Sam Hornish Jr. abandonara el equipo Penske de la IndyCar Series durante la pretemporada 2008, Briscoe tomó su lugar de manera permanente. En junio obtuvo su primera victoria en la categoría en el óvalo de Milwaukee. Briscoe quedó quinto en la clasificación final, con dos triunfos adicionales en Mid-Ohio y Surfers Paradise. Ese mismo año, resultó tercero absoluto en las 24 Horas de Daytona con un Riley-Pontiac de Penske
El piloto se mantuvo en Penske para la temporada 2009 de la IndyCar Series. Antes del comienzo del campeonato, llegó sexto en las 24 Horas de Daytona compitiendo por esa misma escuadra y Romain Dumas y Timo Bernhard como compañeros de butaca. Una mala racha de su compañero de equipo Hélio Castroneves a mitad de temporada le permitió luchar por el campeonato con los pilotos de Ganassi, Dario Franchitti y Scott Dixon. Habiendo vencido en San Petersburgo, Kentucky y Chicagoland y cosechado siete segundos puestos, Briscoe no logró derrotarlos en la fecha final en Homestead al llegar segundo por octava vez en el año y quedando en la tercera posición global. El piloto ganó únicamente en Texas en 2010, terminó una vez segundo, una vez tercero y cinco veces cuarto, con lo cual resultó quinto en la tabla final.
En 2011, Briscoe no ganó carrera alguna; llegó segundo en una carrera y tercero en tres. Varios resultados malos a principios de temporada lo dejaron lejos de la punta del campeonato. No obstante, una seguidilla de arribos entre los primeros 10 a mitad de temporada le permitieron escalar posiciones hasta quedar sexto al final de año.
En 2012 continuó formando parte del equipo Penske, ahora con motores Chevrolet. El australiano venció por única vez en Sears Point y acumuló un segundo lugar, un tercero y dos quintos, uno de ellos en Indianápolis, lo que le significó quedar sexto en el campeonato. Luego disputó la fecha de Surfers Paradise del V8 Supercars en un Holden Commodore junto a Garth Tander, obteniendo un cuarto puesto en la primera manga y un quinto en la segunda.

### Alternando ALMS e IndyCar (2013-2015)
A principios de 2013, Ryan Briscoe no volvió con Penske en la IndyCar y no pudo conseguir un asiento a tiempo completo en la categoría. En cambio, fue contratado por el Level 5 Motorsports para conducir un HPD ARX-03b en la clase P2 en las 12 Horas de Sebring. Briscoe ganó la carrera junto a Scott Tucker y Marino Franchitti, y su primera victoria en la categoría ALMS P2 desde 2008. Más tarde, Level 5 firmó a Briscoe como piloto titular con Tucker. En total logró cinco victorias en ocho participaciones, entre ellas Petit Le Mans, ayudando así a que Tucker lograra los títulos de pilotos y equipos de P2. Sin embargo, dos ausencias relegaron a Briscoe a la quinta colocación en el campeonato de pilotos.
También en 2013, Chip Ganassi Racing firmó con Briscoe para disputar la 500 Millas de Indianápolis como tercer piloto, llegando 12º. Panther luego contrató al australiano para reemplazar a J.R. Hildebrand en siete carreras, sin lograr ningún top 10. Más tarde, disputó el minitorneo de resistencia del V8 Supercars junto a Russell Ingall con un Holden Commodore, resultando séptimo tras resultar quinto y tercero en las dos mangas de Surfers Paradise.
Briscoe fue contratado por Chip Ganassi Racing como piloto regular para competir en la IndyCar Series en la temporada 2014. Obtuvo un cuarto puesto en Pocono, un sexto en el Gran premio de Indianápolis y diez top 10, de modo que terminó 11º en el campeonato. También compitió en las 24 Horas de Daytona, las 12 Horas de Sebring y en la Petit Le Mans del United SportsCar Championship con un Chevrolet Corvette oficial.
El australiano perdió su plaza en Ganassi para la temporada 2015 de la IndyCar. Comenzó el año con dos victorias de clase como piloto invitado de Corvette en las 24 Horas de Daytona y en las 12 Horas de Sebring. Luego fue llamado por Schmidt Peterson Motorsports para sustituir a James Hinchcliffe, quién se lesionó en prácticas para las 500 Millas de Indianápolis, en gran parte de lo que restaba de la temporada en la IndyCar. En ocho carreras disputadas, logró un quinto puesto y tres octavos.

### IMSA y Le Mans con Ford (2016-2019)
Briscoe continuó como piloto de Ganassi en 2016, pero ahora al volante un Ford GT oficial en el IMSA SportsCar Championship, contando como compañero de butaca a Richard Westbrook. Sumó tres triunfos en Laguna Seca, Watkins Glen y Mosport, un segundo lugar y un tercero, pero resultó subcampeón de la clase GT Le Mans por detrás de Oliver Gavin y Tommy Milner. También finalizó tercero en las 24 Horas de Le Mans, con Westbrook y Scott Dixon como tercer piloto.
En 2017 obtuvo cinco podios en el campeonato IMSA junto a Westbrook pero ninguna victoria, de modo que acabó cuarto en el campeonato de equipos de la clase GTLM de la IMSA. Además obtuvo el séptimo puesto de clase en las 24 Horas de Le Mans. El australiano triunfó en las 24 Horas de Daytona de 2018, así como en Mosport Park y Road America, por lo que terminó subcampeón de pilotos y equipos. En las 24 Horas de Le Mans llegó a meta a varias vueltas del ganador.
Siguiendo junto a Westbrook con Ford, el piloto ganó dos carreras y obtuvo otros dos podios en el campeonato IMSA, finalizando cuarto en los respectivos campeonatos. Como consuelo, ganó la Copa de Resistencia pese a lograr un solo podio en las cuatro carreras. En las 14 Horas de Le Mans consiguió el quinto puesto.

### Años finales en IMSA (2020-presente)
Ford dejó de participar en la IMSA y Le Mans y Briscoe fue contratado por Wayne Taylor Racing para disputar el campeonato IMSA con un Dallara Cadillac DPi junto a Renger van der Zande. Venció en las 24 Horas de Daytona y Petit Le Mans,  acumuló otros tres podios, incluyendo un segundo en las 12 Horas de Sebring. Ganó la Copa de Resistencia, pero perdió el título general de prototipos por apenas un punto.
En 2021, el piloto disputó las 24 Horas de Daytona para la Scuderia Corsa con una Ferrari 488 de la clase GT Daytona.

## Resultados

### Fórmula 1
(Clave) (negrita indica pole position) (cursiva indica vuelta rápida)

| Año     | Escudería               | 1   | 2   | 3   | 4   | 5   | 6   | 7   | 8   | 9   | 10  | 11  | 12  | 13     | 14     | 15     | 16     | 17      | 18     | Pos. | Puntos |
| ------- | ----------------------- | --- | --- | --- | --- | --- | --- | --- | --- | --- | --- | --- | --- | ------ | ------ | ------ | ------ | ------- | ------ | ---- | ------ |
| 2004    | Panasonic Toyota Racing | AUS | MYS | BHR | SMR | ESP | MON | EUR | CAN | USA | FRA | GBR | GER | HUN TD | BEL TD | ITA TD | CHN TD | JPN TD* | BRA TD |      |        |
| Fuente: |                         |     |     |     |     |     |     |     |     |     |     |     |     |        |        |        |        |         |        |      |        |

* Fue inscrito como tercer piloto, pero no corrió debido al mal tiempo.

### 24 Horas de Le Mans
| Año  | Equipo                     | Copilotos                         | Automóvil               | Clase    | Vueltas | Pos. | Pos. Clase |
| ---- | -------------------------- | --------------------------------- | ----------------------- | -------- | ------- | ---- | ---------- |
| 2013 | Level 5 Motorsports        | Scott Tucker Marino Franchitti    | HPD ARX-03b-Honda       | LMP2     | 242     | NC   | NC         |
| 2015 | Corvette Racing            | Jan Magnussen Antonio García      | Chevrolet Corvette C7.R | GTE Pro  | 0       | DNS  | DNS        |
| 2016 | Ford Chip Ganassi Team USA | Scott Dixon Richard Westbrook     | Ford GT                 | GTE Pro  | 340     | 20.º | 3.º        |
| 2017 | Ford Chip Ganassi Team USA | Scott Dixon Richard Westbrook     | Ford GT                 | GTE Pro  | 337     | 23.º | 7.º        |
| 2018 | Ford Chip Ganassi Team USA | Scott Dixon Richard Westbrook     | Ford GT                 | GTE Pro  | 309     | 39.º | 14.º       |
| 2019 | Ford Chip Ganassi Team USA | Scott Dixon Richard Westbrook     | Ford GT                 | GTE Pro  | 341     | 24.º | 5.º        |
| 2021 | Glickenhaus Racing         | Romain Dumas Richard Westbrook    | Glickenhaus SCG 007 LMH | Hypercar | 364     | 5.º  | 5.º        |
| 2022 | Glickenhaus Racing         | Franck Mailleux Richard Westbrook | Glickenhaus SCG 007 LMH | Hypercar | 375     | 3.º  | 3.º        |
| 2023 | Glickenhaus Racing         | Romain Dumas Olivier Pla          | Glickenhaus SCG 007 LMH | Hypercar | 335     | 6.º  | 6.º        |

### Campeonato Mundial de Resistencia de la FIA
(Clave) (negrita indica pole position) (cursiva indica vuelta rápida)

| Año  | Escudería          | Clase    | Automóvil               | Motor                      | 1   | 2   | 3   | 4   | 5   | 6   | Pos. | Puntos | Ref. |
| ---- | ------------------ | -------- | ----------------------- | -------------------------- | --- | --- | --- | --- | --- | --- | ---- | ------ | ---- |
| 2021 | Glickenhaus Racing | Hypercar | Glickenhaus SCG 007 LMH | Glickenhaus 3.5 L Turbo V8 | SPA | POR | MNZ | LMS | BHR | BHR | 6.º  | 38     |      |
| 2021 | Glickenhaus Racing | Hypercar | Glickenhaus SCG 007 LMH | Glickenhaus 3.5 L Turbo V8 |     | 4   |     | 5   |     |     | 6.º  | 38     |      |
| 2022 | Glickenhaus Racing | Hypercar | Glickenhaus SCG 007 LMH | Glickenhaus 3.5 L Turbo V8 | SEB | SPA | LMS | MNZ | FUJ | BHR | 7.º  | 23     |      |
| 2022 | Glickenhaus Racing | Hypercar | Glickenhaus SCG 007 LMH | Glickenhaus 3.5 L Turbo V8 | 3   |     | 3   |     |     |     | 7.º  | 23     |      |